# 임진초등학교
임진초등학교는 대한민국 경기도 파주시에 있는 공립 초등학교이다.

## 학교 연혁
- 2003.01.13 임진초등학교 설립인가
- 2004.09.01 초대 박순태 교장 취임
- 2004.09.01 임진초등학교 개교(10학급 편성)
- 2004.12.02 임진초등학교 병설유치원 1학급 설립인가
- 2005.03.04 임진초등학교 병설유치원 개원
- 2006.02.17 제1회 졸업(남 53, 여 39 계 92명)
- 2006.03.01 특수학급 인가(1학급)
- 2007.09.01 2대 김세문 교장 취임
- 2008.02.19 제3회 졸업식(95명) 총292명
- 2008.03.01 21학급 편성(특수학급 1학급 포함)
- 2009.02.18 제4회 졸업식(105명) 총397명
- 2009.03.17 25학급 편성(특수학급 1학급 포함)
- 2009.04.14 영어 거점센터 개관
- 2010.02.11 제5회 졸업식(115명) 총512명
- 2010.03.01 3대 김용근 교장 부임
- 2011.02.16 제6회 졸업식(128명) 총640명
- 2011.03.15 26학급 편성(특수학급 1학급 포함)
- 2012.02.16 제7회 졸업식(남 61, 여 57 총 118명)
- 2012.03.01 25학급 편성(특수학급 1학급 포함) 총 689명
- 2012.03.01 4대 황덕순 교장 부임
- 2013.02.16 제8회 졸업식(남 68, 여 70 총 138명)
- 2013.03.01 25학급 편성(특수학급 1학급 포함) 총 642명
- 2014.02.14 제9회 졸업식(남 68, 여 50명 총 118명)
- 2014.03.01 25학급 편성(특수학급 1학급 포함) 총 624명